# Annona senegalensis

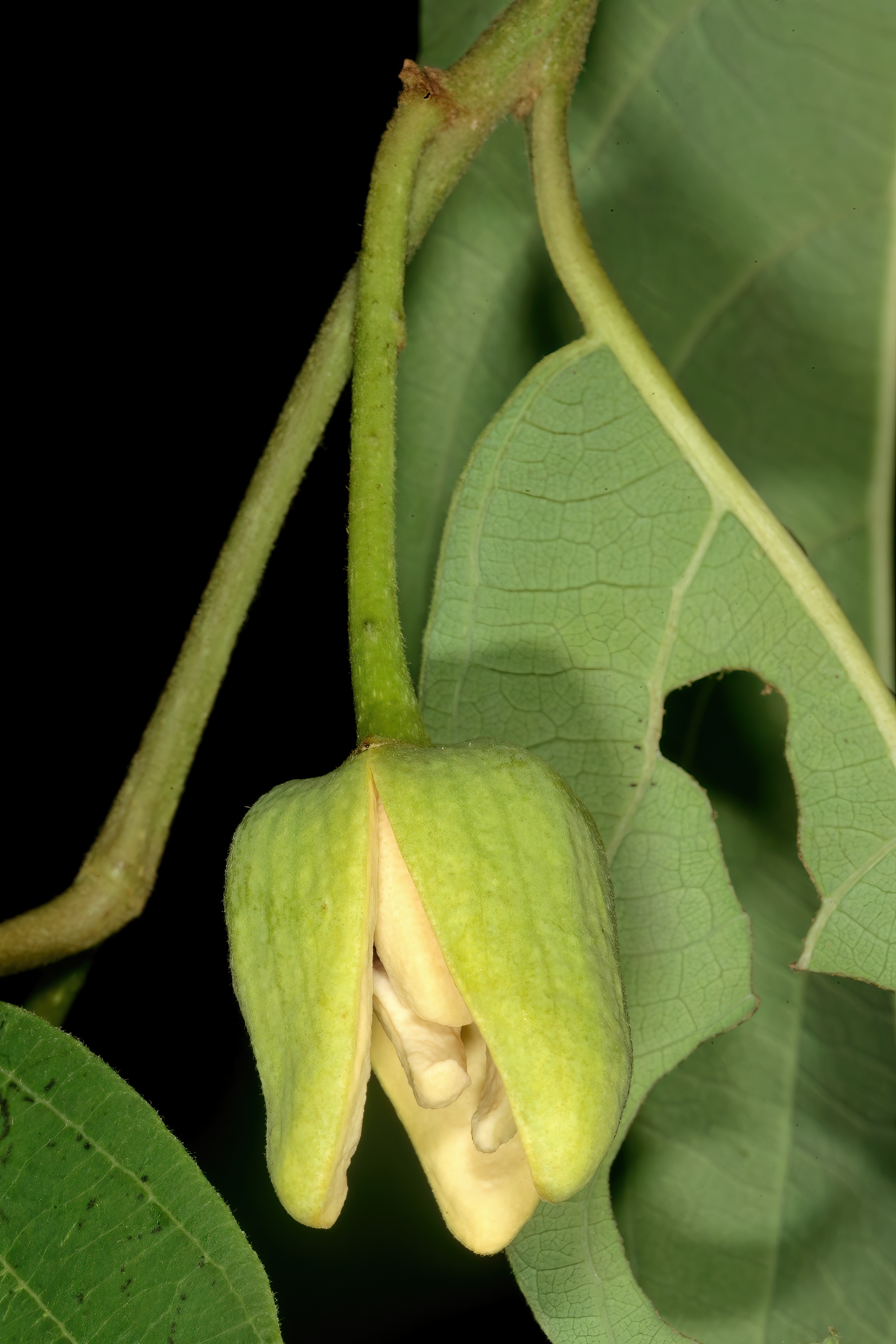
Junge Blüte

Annona senegalensis ist eine Pflanzenart aus der Familie der Annonengewächse (Annonaceae).

## Beschreibung
Annona senegalensis ist ein halbimmergrüner Strauch oder ein kleiner Baum der bis über 6 Meter hoch wird. Die Rinde ist graubraun. Die behaarten Zweige bilden eine unregelmäßige Krone. 
Die wechselständigen Laubblätter sind in Blattstiel und -spreite gegliedert. Der mehr oder weniger behaarte Blattstiel weist eine Länge von 5 bis 20 Millimeter auf. Die ganzrandige, eiförmige bis elliptische, längliche oder verkehrt-eiförmige, abgerundete bis stumpfe oder rundspitzige bis eingebuchtete Blattspreite ist 5 bis 20 Zentimeter lang und 3 bis 12 Zentimeter breit mit sieben bis zwölf Paaren deutlich hervortretenden, parallel verlaufenden, braunen Seitennerven. Die Basis ist leicht herzförmig bis stumpf. Die grüne, oft blau oder gelb schattierte Blattspreite ist unterseits behaart und oben relativ glatt.
Annona senegalensis ist vorweiblich, protogyn. Die duftenden Blüten hängen einzeln oder paarweise an der Unterseite der Zweige an etwa 2 Zentimeter langen Blütenstielen. Die mit einem Durchmesser von bis zu 2 Zentimeter relativ kleinen Blüten sind zwittrig und dreizählig. Die drei kleinen Kelchblätter sind dreieckig und außen behaart. Es sind zwei Kreise mit je drei gelb-grünen oder hellgelben, fleischigen Kronblätter vorhanden, wobei die äußeren drei größer und heller gelb sind, die inneren sind hellorange.
Die großen, rundlichen bis eiförmigen Sammelfrüchte mit erst grüngelber Oberfläche färben sich in der Reifezeit nach orange und nehmen eine Marmorierung an. Auf der Oberfläche verlaufen netzförmig angeordnete Erhebungen, Schuppen. Die Scheinfrüchte erreichen eine Länge von 6 Zentimeter und einen Durchmesser von 3,5 Zentimeter. Das gelbe Fruchtfleisch schmeckt ähnlich wie Ananas und ist süß, weshalb es eine beliebte Affenspeise ist. Es enthält zahlreiche, kleine, harte Samen von länglicher Form und schwarz- bis orange-brauner Farbe mit einem kleinen Arillus.

## Vorkommen
Annona  senegalensis kommt in afrikanischen Savannen von der westafrikanischen Sudanzone bis hin zum südafrikanischen Lowveld vor. Sie ist im tropischen und südlichen Afrika weitverbreitet und kommt auch auf den Komoren und Madagaskar vor.
Bevorzugt siedelt diese Baumart im trockenen, offenen Holzland und im Buschgrasland.

## Verwendung

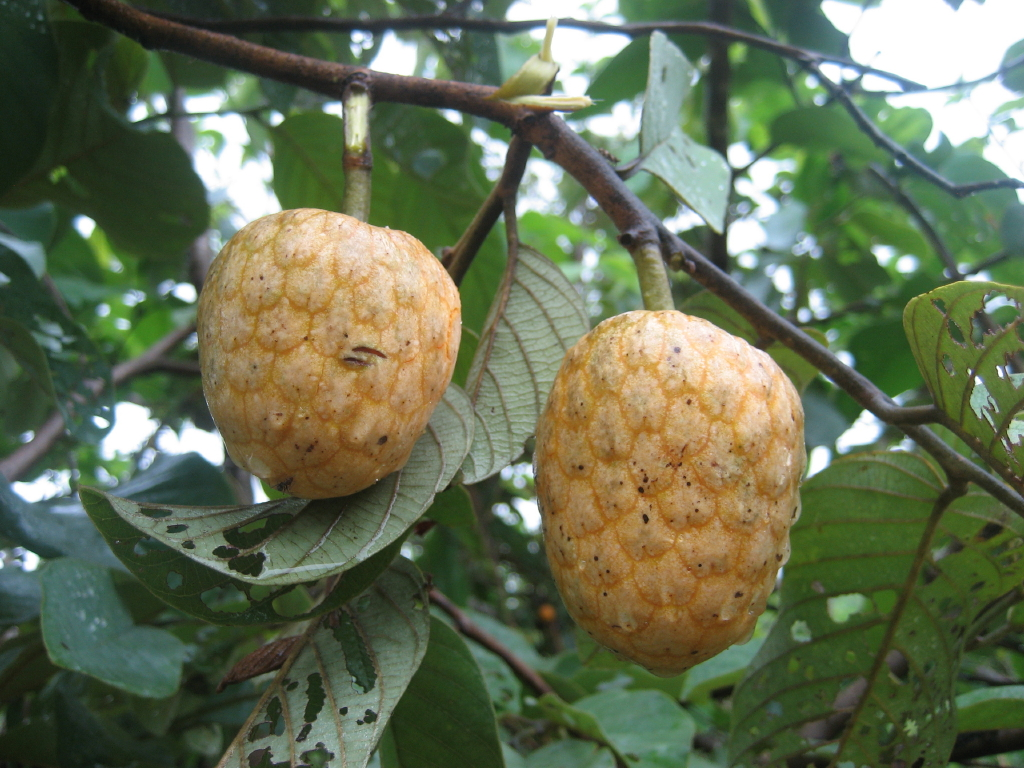
Früchte

### Nahrung und traditionelle afrikanische Heilkunde
Das orange Fruchtfleisch der im Vergleich zu anderen Annonen eher kleinen Früchte ist sehr schmackhaft und wird als Wildobst genutzt.
In Nigeria werden volksmedizinisch große Mengen an Früchten verzehrt, um die Extraktion des Guineawurms zu begünstigen.
Volksmedizinische Verwendung finden die Blätter gegen Arthritis (Mali), Konjunktivitis (Gambia), zur Wundversorgung (Burundi) und gegen Impotenz (Togo).
Die afrikanische Volksmedizin verwendet die Wurzeln zur Behandlung von Gelenkerkrankungen, Darmkrankheiten, zur Behandlung weiblicher Unfruchtbarkeit, gegen die Wirkung von Schlangenbissen, zur Bekämpfung parasitierender Würmer und gegen Durchfall verwendet und wird bei den Zulu in Südafrika auch gegen Wahnsinn, Tollheit und Benommenheit eingesetzt.

### Magische Verwendung
Im Südwesten der Zentralafrikanischen Republik gilt das Tragen von jungen Schösslingen von Annona senegalensis und von daraus gefertigten Amuletten als Schutz vor Kriegsverletzungen und soll das Erreichen eines hohen Alters ermöglichen. Auch als magischer Diebstahlschutz und zur magischen Herbeiführung eines Freispruchs vor einem Tribunal kommen Pflanzenteile in Fetisch-Praktiken zur Anwendung.

### Jagdgift
Als Bestandteil eines Pfeilgiftes verwenden die Fulbe die Wurzeln, aber auch der Rindensaft wird in Anteilen in Pfeilgiften der Lobedu und der Venda eingearbeitet.

## Inhaltsstoffe
- Zehn verschiedene Diterpene aus der Wurzelrinde,[7][8] darunter Stachansäure, allesamt Kauran-Derivate[2]
- Sesquiterpene in den Blättern,[9][10] darunter Linalool im etherischen Öl der Blätter und Car-3-en im etherischen Öl der Früchte[11]
- Flavonoide: Quercetin, Quercitrin in den Blättern[9][10]
- Sterole: β-Sitosterol in den Blättern[9][10]
- freie Aminosäuren:[10] vor allem Ornithin, Citrullin und Prolin[12]
- Tannine[13]
- Acetogenine: Annosenegalin und Annogalen[14]
- das aporphine Alkaloid (−)-Roemerin[15]

### Toxikologie
Erste toxikologische Versuche im Jahre 1898 an Meerschweinchen ergaben eine hohe Toxizität der Pflanze: Ein Dekokt von 1 g Rinde in 2 g Wasser rief Erbrechen, Atemnot, Blutdruckanstieg, dann Blutdruckabfall und Exophthalmus hervor und führte nach tiefem Koma zum Tod. Auch Ratten starben drei Stunden nach Verabreichung eines alkoholischen Rindenextrakts i.p. bei einer LD50 von 100 mg/kg. Hier trat jedoch Enophthalmus auf.

### Experimentelle Pharmakologie
In der evidenzbasierten Medizin werden Extrakte und Zubereitungen aus Annona senegalensis bislang nicht angewendet. Es mangelt hierfür an beweiskräftigen Studien am Menschen, also In-vivo-Versuchen. In verschiedenen Tiermodellen ergaben sich Hinweise auf mögliche Heilmöglichkeiten gegen parasitäre Erkrankungen, was im Einklang zur volksmedizinischen Verwendung bei einigen afrikanischen Völkern stehen würde. Mit dieser Methodik ergaben sich außerdem mögliche pharmakologische Effekte gegen die Wirkung eines Schlangengifts und gegen Durchfallerkrankungen. Auch gegen Fraßinsekten und Salzwasser-Garnelen sind Wirkstoffe in Annona senegalensis enthalten. Cytotoxische Effekte gegen menschliche und murine Zellen konnten in vitro nachgewiesen werden. Gerade diese zellschädigenden Merkmale lassen eine künftige Anwendung von Drogenextrakten in der westlichen Medizin relativ unwahrscheinlich erscheinen. Auch abgetrennte, isolierte Reinsubstanzen werden  derzeit nicht medizinisch angewendet.
Bislang existieren die folgenden pharmakologischen und biologischen Befunde zu Annona senegalensis:
- Die Verabreichung eines wässrigen Extraktes aus Blättern von Annona senegalensis bewirkte in Mäusen eine vollständige Heilung von einer Infektion mit Trypanosoma brucei brucei.[18] Auch der wässrige Wurzelextrakt beseitigte in Mäusen diesen Erreger.[19] Beide Zubereitungen wirken jedoch nicht prophylaktisch. Der Erreger Trypanosoma brucei brucei ist der Erreger der Tierkrankheit Nagana. Die Wirksamkeit gegen Trypanosoma brucei rhodesiense, den humanpathogenen Erreger der ostafrikanischen Schlafkrankheit, erwies sich als mäßig[20] gegenüber den herkömmlichen Trypanociden.
- Bei Versuchen an Ratten und Salinenkrebsen, denen das Gift einer Kobra verabreicht wurde, zeigte ein methanolischer Extrakt Teilerfolge als Gegengift hinsichtlich der Senkung der durch das Gift ausgelösten Hyperthermie und teilweiser Detoxifizierung[21] des Schlangengifts, jedoch konnte der Extrakt keine Wiederherstellung der vergifteten Leberfunktionen bewirken.
- Gegen den Maiskäfer (Sitophilus zeamais (Motsch.)) wirkt ein Extrakt der Ätherischen Öle[22] von Annona senegalensis.
- Nach einer In-vitro-Behandlung von Wurmeiern von Haemonchus contortus mit Annona-senegalensis-Extrakt zeigte sich eine anthelminthische Wirksamkeit[23] durch die signifikant geringere Zahl an gereiften Eiern.
- Auch konnten aus Extrakten der Annona senegalensis cytotoxische Inhaltsstoffe isoliert und teils auf cytotoxische Aktivität untersucht werden, wie ent-Kauren-Diterpenoide,[24] die beiden Acetogenine Annosenegalin und Annogalen[14] und das aporphine Alkaloid (−)-Roemerin.[15] Eine  weitere Studie zeigte, dass der Extrakt aus der Wurzel von Annona senegalensis toxisch auf Salzwasser-Garnelen wirkt und in vivo die Chromosomen von Ratten-Lymphozyten beschädigt, jedoch keinen hemmenden Einfluss auf die Telomerase-Aktivität humaner Zellen hat[25]
- Ein ethanolischer Extrakt von der Stammrinde bewirkte in vivo bei Mäusen eine verlangsamte Passagezeit des Nahrungsbreis und in vitro bei isoliertem Kaninchen-Jejunum eine abgeschwächte Muskelkontraktion, sowohl spontan als auch nach Reizung mit Acetylcholin.[26] Dies deutet auf eine Durchfall-abschwächende Wirkung des ethanolischen Stammrindenextrakts hin.